# RockaByeBaby
RockaByeBaby es el primer mixtape de la cantante estadounidense Cassie, lanzado el 11 de abril de 2013 por Bad Boy Records. Fue su primer proyecto de larga duración lanzado desde su álbum de estudio debut homónimo Cassie (2006). Tras el estreno de la canción "King of Hearts" en febrero de 2012, que inicialmente se anunció como el sencillo principal de su próximo segundo álbum de estudio, Cassie anunció que lanzaría un mixtape. El concepto del mixtape está basado en la película de 1991 New Jack City.
RockaByeBaby marcó el primer trabajo de Cassie que incluyó una lista diversa de colaboradores, entre ellos invitados musicales como Meek Mill, French Montana, Jeremih, Fabolous, Rick Ross, Pusha T, Ester Dean, Wiz Khalifa y Too $hort, así como el escritor James Fauntleroy. Las sesiones de grabación y producción del mixtape se llevaron a cabo con los productores Rob Holladay, Da Internz, Knotch, Noel Cadastre, The Fr3shmen, Soundz, Magnificent, BJONES!, Mike Will Made It, Young Chop, David D.A. Doman, THC, Sounwave y Terrace Martin, con Cassie, Sean "Diddy" Combs, Matthew "Matty Rich" Testa y Holladay como productores ejecutivos.
RockaByeBaby recibió críticas positivas de los críticos musicales, que elogiaron las interpretaciones vocales de Cassie y elogiaron su producción y las características del mixtape, y algunos lo llamaron "el escupitajo más callejero del hip-hop". El 2 de abril de 2013, "Numb", con el rapero estadounidense Rick Ross, se lanzó en línea junto con su video musical. "Paradise", con el rapero Wiz Khalifa, se estrenó la semana siguiente en 106 & Park de BET.

## Antecedentes y desarrollo
Después de que el productor musical Ryan Leslie la viera con frecuencia a finales de 2004 en clubes y fiestas, los dos trabajaron juntos y escribieron un dueto llamado "Kiss Me" en 2005 y, después de grabar la canción, Leslie tocó la canción para el ejecutivo musical Tommy Mottola.  Después de escuchar "Kiss Me", Mottola le ofreció a Cassie un contrato de representación, y Leslie también la contrató para NextSelection Lifestyle Group, su compañía de medios musicales que había fundado con su socio de marketing en línea Rasheed Richmond. Leslie luego escribió y produjo el primer sencillo de Cassie, "Me & U", también en 2005. La canción se convirtió en una canción de club exitosa en Alemania. Durante este tiempo, Diddy escuchó "Me & U", y Leslie lo convenció de asociar su Bad Boy Records con el sello NextSelection para el lanzamiento del álbum debut de Cassie, producido completamente por Leslie.
Después de firmar el contrato discográfico en 2006, Cassie lanzó su álbum debut homónimo Cassie, que fue lanzado el 8 de agosto de 2006. Su sencillo principal, "Me & U", alcanzó el puesto número tres en el Billboard Hot 100, vendiendo más de 1 millón de descargas digitales. En 2007, Cassie comenzó a trabajar en su segundo álbum de estudio y lanzó una serie de sencillos destinados al proyecto; "Official Girl", con Lil Wayne, en agosto de 2008, "Must Be Love", con Diddy, en abril de 2009, y "Let's Get Crazy", con Akon, en agosto de 2009. En diciembre de 2009, se anunció que Cassie había firmado un nuevo contrato con Interscope Records. Cassie luego lanzó otro sencillo de su segundo álbum planeado, "King of Hearts", en los Estados Unidos el 14 de febrero de 2012, junto con el video musical oficial.

## Título, concepto y Portada
| Puff me ayudó a idear el concepto de que RockaByeBaby se basara en New Jack City. ¿Cómo queremos convertir esto en una idea y un concepto sin forzarlo a la gente y convertirlo en algo cursi?—— Cassie hablando sobre el concepto del mixtape. |

Sean Combs ayudó a Cassie a idear el concepto del mixtape basado en la película policial New Jack City (1991). Se basó en el personaje Keisha de la película New Jack City interpretado por Vanessa A. Williams, durante una entrevista Cassie habló sobre esta decisión diciendo: "Al principio, cuando se nos ocurrió el concepto de RockaByeBaby, se basó vagamente en New Jack City y Keisha en New Jack City, que fue enviada a hacer el trabajo sucio para los chicos de la película. RockaByeBaby está realmente basado en Keisha y su actitud sin tonterías y quería que fuera un reflejo de un lado diferente de mi personalidad que la gente aún no ha podido experimentar. Es solo un lado más duro de mi personalidad". La obra de arte oficial del mixtape se reveló a través de las cuentas oficiales de Cassie en Twitter e Instagram el día de su lanzamiento. La portada muestra a Cassie con una "pistola humeante" de oro, un collar de oro, pendientes, anillos y un lápiz labial de oro. Cassie describió la portada como su lado "más duro" de su personalidad que tiene una "actitud".

### Composición
Al hablar sobre el género del mixtape, Cassie describió: "No es pop, no es R&B, es Cassie." Además, Cassie dijo: "Mi objetivo era hacer una cinta con la que pudieras vibrar y que la gente pudiera disfrutar desde el principio hasta el final. Quiero que esto sea lo que escuches cuando necesites escapar".
"Paradise" es una canción "minimalista de lento burbujeo" y tiene un "ambiente de la vieja escuela", cuenta con la participación del rapero estadounidense Wiz Khalifa, está producido por Da Internz y escrito por James Fauntleroy.
"Numb" con Rick Ross fue descrito por Idolator como "inquietante, espeluznante, minimalista y un poco trippy."
"Sound of Love" con el cantante estadounidense Jeremih es una "slow jam" que dura cuatro minutos y dieciséis segundos. "Sound of Love" fue escrita por The Real Knotch y producida por este último y Rob Holladay.
"Turn Up" cuenta con la participación del rapero Meek Mill producido por Young Chop, "Turn Up" es una canción de "sintetismo siniestro". La canción "I Know What You Want" utiliza el instrumental de "m.A.A.d City" de Kendrick Lamar y "Do My Dance" el instrumental de la canción del mismo nombre de Tyga.

## Lanzamiento
En julio de 2012, Cassie anunció en una carta a sus fanes que había estado trabajando simultáneamente en su álbum y en un nuevo mixtape titulado "Rock-A-Bye Baby", que se lanzará el 11 de abril de 2013. El mixtape se lanzará en línea a través de varios medios de comunicación.
El 12 de marzo de 2013, Cassie reveló una foto a través de su Instagram oficial, la foto consistía en Cassie y hombres armados, así como la fecha oficial de lanzamiento del mixtape "11 de abril de 2013". El 20 de marzo de 2013, Cassie lanzó un tráiler en apoyo del mixtape. El clip presenta imágenes de una escena de tiroteo en New Jack City, de donde obtuvo el título. Se ve a Cassie caminando por un camino oscuro y sopla humo hacia la cámara, mientras pasa un vehículo.
Durante una entrevista, Cassie describió el mixtape y por qué lo lanzó diciendo "Este mixtape es más que solo música, es sobre el arte, las imágenes y la gente", y continuó diciendo "Quería lanzar RockaByeBaby para mostrar mi agradecimiento a los seguidores que han estado allí desde el primer día y siempre creyeron en mí y en mi arte". el 8 de abril de 2013, Cassie celebró una "fiesta de escucha" en la que los fanáticos pudieron conocerla y saludarla.
El 11 de abril de 2013, RockaByeBaby finalmente se lanzó como una descarga digital gratuita exclusivamente en la plataforma de distribución de mixtapes en línea DatPiff. RockaByeBaby hasta ahora ha sido descargada más de 690.000 veces y, con más de 2,4 millones de visitas también, ha sido certificada 2× platino en ese sitio web, lo que lo convierte en uno de sus mixtapes más populares de todos los tiempos.

## Promoción
El 17 de diciembre de 2012, apareció en línea una nueva canción de Cassie, "End Of The Line", junto con su video. Contenía una "melodía de cuerdas y piano" y fue producida por Knotch. El 24 de enero de 2013, Cassie lanzó un remix del sencillo de Trinidad James "All Gold Everything" titulado "All Gold, All Girls", con las raperas estadounidenses Trina y LoLa Monroe, para anunciar el próximo lanzamiento de la canción. mixtape. Ninguna de las dos últimas canciones apareció en la lista final de canciones del mixtape.
El 26 de marzo de 2013, Cassie lanzó un tráiler de "Numb" con el rapero estadounidense Rick Ross, que aparece en el mixtape. El video de la canción fue lanzado el 2 de abril de 2013 y dirigido por Alex Nazari. El video muestra a Cassie caminando por Hollywood Boulevard, en la playa al atardecer y en una calle oscura por la noche.
El 21 de marzo de 2013, Cassie grabó el video en Los Ángeles para la canción "Paradise" del mixtape, que cuenta con la participación del rapero estadounidense Wiz Khalifa. El video incluyó una aparición especial de la modelo Karrueche Tran. El 5 de abril de 2013, a través de sus cuentas oficiales de Twitter y Vimeo, Cassie lanzó un tráiler de la canción "Paradise" dirigida por Alex Nazari. El video muestra a Cassie y Khalifa con "amigos" en un porche y a ella conduciendo un Chevrolet "de la vieja escuela". El 9 de abril de 2013, el video de "Paradise" se estrenó en BET 106 & Park.
El 20 de mayo de 2013 se estrenó en Internet un vídeo detrás de escena de la canción "I Love It", en el que aparece el rapero Fabolous. El vídeo musical, dirigido por Chris Latouche y filmado en un club clandestino, no se estrenó. El 20 de septiembre de 2013 se estrenó en Internet un vídeo detrás de escena de la canción "I Love It", en el que aparece el rapero Fabolous. El vídeo musical, dirigido por Chris Latouche y filmado en un club clandestino, no se estrenó. El 5 de marzo de 2013, Cassie lanzó un video para la canción "I Know What You Want", dirigida por Christopher LaTouche y JayOhh. El video muestra a Cassie conduciendo una bicicleta BMX en Rodeo Drive y vertiendo Ciroc sobre dos hombres con ilustraciones de Eric-Shabazz Larkin.

## Recepción crítica
"RockaByeBaby" recibió elogios de la crítica, que elogió la versatilidad y la confianza de Cassie al crear un trabajo coherente y pulido. Ezra Marcus de Noisey elogió el mixtape, llamándolo "tan evocador y abundante", con una "producción flexible y con punta de diamante" que "afortunadamente evita cualquier atisbo de EDM", y continuó alabando la voz de Cassie: "en los últimos siete años, Cassie se ha convertido en una especie de religión, una deidad perdida para aquellos de nosotros cautivados por la confluencia singularmente devastadora de inocencia y experiencia de su voz". Miles Raymer de Pitchfork detalló el culto que el álbum debut de Cassie había inspirado, señalando que "aún tenía que lanzar su seguimiento adecuado", y agregó: "incluso si nunca llega, RockaByeBaby, el mixtape que lanzó para entretenernos hasta entonces, sería más que suficiente". Raymer luego hizo comparaciones entre el proyecto y, no sólo con los cantantes de R&B "arriesgados" Jeremih y the Weeknd, sino también con los raperos "melodiosos" Drake y Future, concluyendo: "Los fans de Cassie han pasado mucho, mucho tiempo esperando a que el resto del mundo comience a prestarle atención. Después de RockaByeBaby no puedo imaginar que puedan ignorarla por mucho más tiempo". Dummy Mag se hizo eco de un sentimiento similar, describiéndolo como "una escucha entretenida" con "un cartel impresionante". Bradley Stern de MuuMuse encontró que el disco era "una experiencia mucho más agresiva que cualquier cosa que haya hecho antes". PrettyMuchAmazing publicó en su sitio web: "Si bien las mejores canciones del mixtape juegan con los vaporosos tropos del R&B alternativo que están de moda en este momento, la entrega vocal única y desinteresada de Cassie, si no directamente aburrida, de alguna manera mantiene las cosas interesantes".
Jacob Rohn de BET opinó: "Cassie se reinventa, canta, rapea y muestra un lado mucho más atrevido. Con su madurez en el bolsillo, un elenco de estrellas (expertos atrevidos incluidos) y una producción que recuerda a ese sonido de Timbaland de principios de los 2000", comentando que su mejor verso aparece en la canción "Numb", y finalizando, "es lo suficientemente bueno como para ser un álbum oficial". Marc Hogan de Spin escribió que el mixtape ofrece tanto "el alma digital gélida de Cassie como su visión sin restricciones del hip-hop, y en las primeras escuchas es emocionantemente audaz". Escribiendo para The 405, Tom Baker eligió "Sound of Love" como la canción destacada, escribiendo que "su interpretación tiene un flujo real" y expresó que "incluso cuando está interpretando el papel de la moll de gangsta este es el espectáculo de Cassie", y ella "tiene un magnetismo que explica por qué la gente todavía está tan ansiosa por escuchar cualquier cosa que toque, y para la mayoría de las personas, "la gente tiene un gran interés en escuchar lo que toca". En su opinión, Allison Sanfiorenzo, de Global Grind, elogió la "música oscura" del mixtape, así como el uso de "clips de New Jack City entrelazados a lo largo del proyecto", y llamó a los raperos destacados "los más callejeros del hip-hop".  Stewart, el mixtape "se siente como el trabajo de una heroína que regresa y se inclina a conquistar: es nervioso y obsceno, a regañadientes y sobrio". Zcamp de Tiny Mix Tapes lo describió como "un gigante del pop surgido de la nada". "Eso es completamente diferente a todo lo que hemos escuchado de Cassie hasta ahora", y añadió: "Sí, Cassie nos ha lanzado "American Gangster", y suena muy bien: una formación en las metodologías de la fusión pop/rap/R&B, respaldada por una lista respetable de estrellas invitadas".
VIBE Vixen recibió el mixtape de forma positiva, afirmando que su "nuevo sonido nos da escalofríos", y la escritora Jaz Cuevas afirmó que la cantante está "ofreciendo una onda cruda y relajada, y es obvio que Cassie está haciendo música que es fiel a sí misma", enumerando "esa voz sexy, sensual y baja que nos hizo enamorarnos de Cassie desde el principio (señal "Me & U")" y las colaboraciones y visuales que la acompañan como algunos de sus aspectos positivos. Singersroom.com aplaudió el trabajo por su "sonido agresivo" y el "lado más atrevido" de Cassie, diciendo que ella "rockea en cada pista con su voz suave, pero con la bravuconería de una rapera". En HNHH, Rose Lilah menciona que es "una buena adición al impresionante catálogo que Cassie ha estado construyendo a lo largo de los años", mientras que Dhruva Balram declaró que "RockaByeBaby" es "un ejemplo de cómo una infusión de R&B y hip-hop puede funcionar" y Cassie mostró "su habilidad no solo para cantar sino también para mezclar rimas con su voz", sugiriendo que "aumenta la expectativa por el álbum real de la cantante". A pesar de que el proyecto cuenta con varios artistas destacados a diferencia de Cassie de 2006, Marcus Holmlund de Interview sintió que "se mantiene fiel a su ahora alabado afecto transitorio: solo amplifica su agresión líricamente mientras se apega a su estilo vocal atmosférico". En una reseña de The Quietus, Gary Suarez dijo que "RockaByeBaby presenta una ultramodernidad con la que los contemporáneos de Cassie continúan luchando".

### Reconocimientos
RockaByeBaby fue nombrado mixtape de la semana por Tom Breihan de Stereogum, quien también comentó que podría haber sido lanzado como un álbum apropiado, comparando "la misma relajación siniestra y depravada" que tiene House of Balloons de The Weeknd: "Cassie tiene esa misma sexualidad depredadora, casi amenazante en su voz, pero suena en control de maneras que Abel Tesfaye rara vez lo hace", elogiando su voz y afirmando que todos los raperos incluidos dieron "lo mejor de sí" y que el proyecto todavía suena "como si le perteneciera por completo, como si estuviera siendo transmitido directamente desde un mundo de su creación". El mixtape se ubicó en el puesto número cuarenta y tres de la lista de los 50 mejores álbumes de 2013 de la misma publicación, observando que "ella tiene éxito como ninguna otra cantante de R&B desde Aaliyah". Fue elegido como uno de los Fact'los 20 mejores mixtapes de 2013, quienes apodaron a Cassie como la "Princesa de hielo del R&B", y lo llamaron el "mixtape más esperado de la publicación". 2013" que sirve como un "recordatorio sencillo y directo de por qué realmente nos importa tanto Cassie Ventura", y se ubicó en el puesto número once en la lista de fin de año "13 mejores mixtapes y EP de R&B/Soul de 2013" de Centric. The Fader se refirió a Cassie como "la pionera del vaporware de R&B" y catalogó la edición extendida de la canción mixtape "All My Love" del productor Kingdom como una de las canciones más subestimadas de 2013. La mixtape apareció en la lista de "10 canciones favoritas" de Idolator. EPs/Mixtapes del año", y en el puesto cincuenta y seis de los 100 mejores álbumes de 2013 de eMusic. RockaByeBaby también fue calificado como el mejor mixtape del año por Dazed, llamando a Cassie "la chica de ensueño del R&B contemporáneo por excelencia".

## Lista de Canciones
| N.º   | Título                               | Producer(s)                             | Duración |  |
| 1.    | «Intro»                              |                                         | 0:15     |  |
| 2.    | «Paradise» (con Wiz Khalifa)         | Da Internz Rob Holladay                 | 3:57     |  |
| 3.    | «Take Care of Me Baby» (con Pusha T) | Mike Will Made It Rob Holladay          | 3:05     |  |
| 4.    | «Addiction» (con French Montana)     | Rob Holladay Magnificent Knotch BJONES! | 3:38     |  |
| 5.    | «Numb» (con Rick Ross)               | Track King Cole                         | 3:58     |  |
| 6.    | «Sound of Love» (con Jeremih)        | Knotch Rob Holladay                     | 4:16     |  |
| 7.    | «I Love It» (con Fabolous)           | The Fr3shmen Rob Holladay               | 3:26     |  |
| 8.    | «RockaByeBaby»                       | Rob Holladay Magnificent                | 2:30     |  |
| 9.    | «I Know What You Want»               | THC Sounwave Terrace Martin             | 2:21     |  |
| 10.   | «Turn Up» (con Meek Mill)            | Young Chop                              | 2:33     |  |
| 11.   | «Do My Dance» (con Too Short)        | David D.A. Doman                        | 2:29     |  |
| 12.   | «Bad Bitches» (con Ester Dean)       | Aubry Delaine                           | 2:55     |  |
| 13.   | «All My Love»                        | Soundz                                  | 1:54     |  |
| 37:17 |                                      |                                         |          |  |

Créditos de samples
Información adaptada de WhoSampled.
- "Paradise" contiene una muestra de "Bang Bang Bang" de Mindless Behavior.
- "Take Care of Me Baby" contiene una muestra de "Got One" de 2 Chainz.
- "I Know What You Want" contiene una muestra de "m.A.A.d city" de Kendrick Lamar.
- "Do My Dance" contiene una muestra de "Do My Dance" de Tyga con 2 Chainz.

## Créditos y personal
Créditos adaptados de las notas del álbum "RockaByeBaby".
- BJONES! – productor
- Noel Cadastre – productor
- Cassie – artista principal, productora ejecutiva, voz, estilismo
- Sean "Diddy" Combs – productor ejecutivo
- James Cruz – representante
- Da Internz – productor
- Ester Dean – artista invitada, voz, compositora
- Aubry Delaine – productor
- David D.A. Doman – productor
- Neil Dominique – A&R, coordinador de producción
- Fabolous – artista destacado, voz, compositor
- James Fauntleroy II – compositor
- Steven Gomillion y Dennis Leupold – fotografía
- Rob Holladay – productor ejecutivo, productor
- J-Doe – compositor
- Jeremih – artista destacado, voz, compositor
- Wiz Khalifa – artista destacado, voz, compositor
- Knotch – productor, compositor
- Christopher "Video Chris" LaTouche – contenido de video viral
- Los – compositor
- Magnificent – productor
- Terrace Martin – productor
- Mike Will Made It – productor
- Meek Mill – artista destacado, voz, compositor
- French Montana – artista destacado, voz, compositor
- Chaz Morgan – dirección de arte, diseño
- Deonte Nash – estilismo
- Pusha T – artista destacado, voz, compositor
- Derek Roche – estilismo
- Rick Ross – artista destacado, voz, compositor
- Michaela Shiloh – compositora
- Soundz – productor
- Sounwave – productor
- Jasmine Nicole Spence – compositora
- THC – productor
- Matthew "Matty Rich" Testa – productor ejecutivo, ingeniero, mezcla
- The Fr3shmen – productor
- Too Short – artista destacado, voz, compositor
- Young Chop – productor
- Yung Berg – compositor